# Hans-Gerd Florian
Hans-Gerd Florian (* 30. Oktober 1955) ist ein ehemaliger deutscher Fußballspieler, welcher in der Saison 1975/76 ein Länderspiel in der deutschen Fußballnationalmannschaft der Amateure absolviert hat. Von 1975 bis 1978 hat Florian in der 2. Fußball-Bundesliga für die Vereine Schwarz-Weiß Essen und SG Union Solingen insgesamt 64 Zweitligaspiele absolviert und drei Tore erzielt.

## Laufbahn
Der Nachwuchsspieler Hans-Gerd Florian gewann mit der A-Jugend von ETB Schwarz-Weiß Essen im Jahr 1974 den westdeutschen A-Jugendpokal. Am 3. März 1974 wurde er von Trainer Peter Velhorn bereits in der zweitklassigen Fußball-Regionalliga West beim 5:2-Heimerfolg gegen die SpVgg Erkenschwick in der 70. Minute für Wolfgang Lausen eingewechselt. In der Saison 1974/75 erreichte Florian mit den ETB-Amateuren in der Verbandsliga Niederrhein die Vizemeisterschaft und nahm mit Mitspielern wie Jürgen Elm, Thomas Hörster und Uwe Reinders unter Trainer Dieter Tartemann am Wettbewerb um die Deutsche Fußball-Amateurmeisterschaft 1975 teil. Trainer Hubert Schieth brachte den Amateur im Januar und Februar 1975 zusätzlich zu fünf Einsätzen in der 2. Fußball-Bundesliga Nord. Florian kam in den Spielen gegen RW Oberhausen (2:1), VfL Wolfsburg (1:4), SpVgg Erkenschwick (3:1), SG Wattenscheid 09 (0:3) und bei der 1:5-Auswärtsniederlage beim FC St. Pauli zum Einsatz. Mitspieler waren Akteure wie Hans Wulf (Torhüter), Franz-Josef Laufer, Holger Trimhold, Horst Gecks, Hans Fritsche und Herbert Bals. In der Saison 1975/76, SWE spielte über lange Zeit in der Spitzengruppe mit und belegte am Rundenende den siebten Rang, kamen nur noch zwei weitere Zweitligaeinsätze gegen St. Pauli (1:2) und Tennis Borussia Berlin (1:4) hinzu. Trotzdem wurde er am 9. März 1976 in die Amateurnationalmannschaft des DFB beim Länderspiel in Offenburg gegen Österreich berufen. Beim 1:0-Erfolg der deutschen Amateurauswahl wurde er für Matthias Herget in das Team um Spielführer Egon Schmitt eingewechselt.
Zur Saison 1976/77 wechselte Florian zu den Blau-Gelben von Union Solingen. Beim im Ohligser Stadion am Hermann-Löns-Weg auflaufenden Klub erlebte der Neuzugang aus Essen eine Runde Abstiegskampf. Zuerst unter Trainer Norbert Wagner (bis November 1976), anschließend unter Hermann Eppenhoff, der aber nach Erkrankung im März 1977 durch Spielertrainer Otto Luttrop abgelöst werden musste. Florian kam an der Seite von Mitspielern wie Dirk Hupe, Karlheinz Höfer, Werner Lenz, Hans-Günther Plücken und Otto Luttrop auf 23 Zweitligaeinsätze und erzielte einen Treffer für Solingen. Union belegte mit 20:56 Punkten den 19. Rang und wäre damit in das Amateurlager abgestiegen. Durch Lizenzentzug des Bonner SC sowie Verzicht von Göttingen 05 und Wacker 04 Berlin erfolgte jedoch für Solingen Rettung am „Grünen Tisch“.
Florian kehrte nach einem Jahr zur Saison 1977/78 wieder zu seinem Heimatverein SW Essen zurück. Am Uhlenkrug waren aber mit Hans Fritsche (Fortuna Köln), Klaus Albert (Fortuna Köln), Franz-Josef Laufer (Westfalia Herne), Herbert Zimmer (Fortuna Düsseldorf), Thomas Hörster (Bayer Leverkusen), Uwe Reinders (Werder Bremen) und Hans-Jürgen Zimmer (Wattenscheid 09) so viele Leistungsträger aus finanziellen Gründen abgesprungen, dass einfach nichts für das Überleben der Schwarz-Weißen in der 2. Liga sprach. Der vormalige Amateurtrainer Dieter Tartemann stellte sich für diese fast unlösbare Aufgabe zur Verfügung. Das Ergebnis des Unterfangens war dann auch dementsprechend: In 38 Rundenspielen konnte SWE gerade vier Spiele gewinnen und immerhin elf Begegnungen unentschieden bestreiten. Mit 19–57 Punkten stiegen die Schwarz-Weißen als Tabellenletzter (20.) aus der 2. Bundesliga ab. Florian war in 34 Ligaspielen aufgelaufen und hatte zwei Tore erzielt. Mit dem Spiel am 27. Mai 1978, einer 1:2-Auswärtsniederlage gegen Bayer Leverkusen, verabschiedete sich Florian und Schwarz-Weiß Essen aus der 2. Bundesliga.